# سيرجي كاميشيف
سيرجي ألكسيفيتش كاميشيف (بالأوكرانية: Сергій Олексійович Камишев، 8 أبريل 1956، دنيبرو - 14 فبراير 2021، الصين) دبلوماسي أوكراني وسفير فوق العادة ومفوضًا لأوكرانيا لدى جمهورية الصين الشعبية.

## السيرة الشخصية
ولد في 8 أبريل 1956 في دنيبروبتروفسك، أوكرانيا. في عام 1977 تخرج السيد كاميشيف من جامعة ولاية دونيتسك (كلية الاقتصاد). وفي عام 1993 من الأكاديمية الدبلوماسية التابعة لوزارة الشؤون الخارجية في الاتحاد الروسي.

## الحياة المهنية
- 1977-1990: شغل مناصب مختلفة في شركات تعدين الفحم الحكومية، دونيتسك أوكرانيا).
- 1990-1991: كان نائب رئيس مجلس مقاطعة كيروف لنواب الشعب، مدينة دونيتسك.
- 1993-1994: كبير مستشاري العلاقات الدولية، مجلس إدارة الشركات والكيانات في دونيتسك.
- مارس - يونيو 1994: سكرتير أول في إدارة التعاون الاقتصادي والعلمي والتقني الدولي في وزارة الخارجية الأوكرانية.
- 1994-1998: سكرتير أول ومستشار سفارة أوكرانيا في جمهورية مصر العربية.
- 1998-2001: وزير مستشار والقائم بأعمال أوكرانيا في الجمهورية اللبنانية والقائم بأعمال أوكرانيا في الجمهورية العربية السورية (غير مقيم).
- 2001-2002: مدير الإدارة الإقليمية الخامسة (آسيا والمحيط الهادئ والشرق الأوسط وأفريقيا) في وزارة الخارجية الأوكرانية.
- 2002-2003: مدير عام المديرية العامة للتعاون الثنائي بوزارة الخارجية الأوكرانية.
- 2003-2004: سفير متجول بوزارة الخارجية الأوكرانية.
- 2004-2009: كان سفيرا لأوكرانيا لدى جمهورية الصين الشعبية، وسفير أوكرانيا في منغوليا (غير مقيم).
- 2009-2010: مدير الدائرة القنصلية بوزارة الخارجية الأوكرانية.
- 2010-2011: نائب وزير مجلس الوزراء الأوكراني.
- 2011-2014: نائب رئيس أمانة مجلس الوزراء الأوكراني.
- أغسطس - ديسمبر 2019: كان مستشارًا لرئيس مكتب رئيس أوكرانيا.
- من 18 ديسمبر 2019: كان سفيرا فوق العادة ومفوضا لأوكرانيا لدى جمهورية الصين الشعبية.[3]
- 14 فبراير 2021: توفي عن عمر يناهز 64.[4][5]